# Symplocos verticillifolia
Symplocos verticillifolia är en tvåhjärtbladig växtart som beskrevs av Nooteboom. Symplocos verticillifolia ingår i släktet Symplocos och familjen Symplocaceae. Inga underarter finns listade i Catalogue of Life.